# Kolyma
La Kolyma (in russo Колыма́?, Kolymà; in evenki Кӯлу, Kūlu; in sacha Халыма, Qalıma) è un fiume artico della Russia siberiana nordorientale, tributario del Mare della Siberia Orientale.

## Percorso
Nasce dal versante sudorientale dei Monti Čerskij dalla confluenza dei due rami sorgentizi Kulu e Ajan-Jurjach, dirigendosi dapprima verso sud-sudest; compie successivamente una decisa svolta, prendendo direzione nordorientale; dopo la confluenza degli affluenti Balygyčan, Sugoj e Korkodon compie un'amplissima ansa per aggirare l'area rilevata nota come altopiano degli Jukagiri (Jukagirskoe Ploskogor'e).
Si dirige successivamente verso nordest; dopo l'insediamento di Zyrjanka diviene un fiume di pianura, molto largo e dalla pendenza debolissima, con grossi problemi di drenaggio nella stagione estiva; segna, fino alla foce, il confine orientale del bassopiano omonimo. Sfocia nel golfo della Kolyma (Mare della Siberia Orientale), un centinaio di chilometri a valle della cittadina di Čerskij, dopo 2.129 km di corso (secondo altre fonti, 2.513 km).
Nei propri ultimi 75 km il corso della Kolyma si divide in due larghi rami prima di gettarsi nel Mare della Siberia Orientale. Attorno alle foci del fiume sono presenti varie isole, le principali tra le quali sono:
- Michalkino 69°24′57.6″N 161°15′18″E: è l'isola più vasta del gruppo, e si estende ad ovest del ramo orientale della Kolyma (Kamennaja Kolyma). Quest'isola tende a suddividersi in isolette di minori dimensioni nei pressi della sua estremità settentrionale. È lunga 24 km e larga 6. Michalkino è anche nota come "isola Glavsevmorput", nome che le fu assegnato in onore della Direzione generale della Rotta Marittima del Nord;
- Sucharnyj, anche nota come Suchornyj: situata a 3 km dalla costa nord-orientale di Michalkino, è lunga 11 km e larga circa 5. A nord-est di Suchornyj si trova un gruppo di piccole isole note come le isole del Mare di Sotki.
- Piat' Pal'cev: si trova 5 km a sud-est della punta meridionale di Suchornyj. È lunga 5 km ed ha una larghezza massima di 1,8 km;
- Nazarovskij 69°31′58.8″N 161°05′09.6″E: è situata nel ramo occidentale della Pochodskaja Kolyma, in un'area dove si trovano anche vari altri isolotti; è lunga 4,5 km e larga 1,3;
- Štormovoj 69°39′57.6″N 161°01′51.6″E: è situata verso il mare aperto, circa 10 km a nord dell'Isola di Nazarov. Štormovoj è l'isola più settentrionale tra quelle legate alle foci della Kolyma; è lunga 4,3 km e larga 1,5.

## Affluenti
Il fiume Kolyma viene ingrossato da parecchi affluenti, i maggiori dei quali provenienti dalla sua destra idrografica: 
| Fiume        | Lunghezza | Provenienza idrografica | Distanza dalla foce |
| ------------ | --------- | ----------------------- | ------------------- |
| Kulu         | 300 km    | destra                  | 2 129 km            |
| Ajan-Jurjach | 237 km    | sinistra                | 2 129 km            |
| Ten'ka       | 137 km    | destra                  | 1 985 km            |
| Detrin       | 222 km    | destra                  | 1 944 km            |
| Bachapča     | 291 km    | destra                  | 1 839 km            |
| Debin        | 248 km    | sinistra                | 1 809 km            |
| Orotukan     | 110 km    | destra                  | 1 796 km            |
| Taskan       | 232 km    | sinistra                | 1 754 km            |
| Bujunda      | 434 km    | destra                  | 1 573 km            |
| Ėl'gen       | 119 km    | sinistra                | 1 557 km            |
| Sejmčan      | 186 km    | sinistra                | 1 550 km            |
| Balygyčan    | 400 km    | destra                  | 1 353 km            |
| Sugoj        | 347 km    | destra                  | 1 300 km            |
| Korkodon     | 476 km    | destra                  | 1 228 km            |
| Šamanicha    | 231 km    | destra                  | 1 065 km            |
| Popovka      | 356 km    | sinistra                | 1 058 km            |
| Jasačnaja    | 441 km    | sinistra                | 970 km              |
| Zyrjanka     | 299 km    | sinistra                | 958 km              |
| Ožogina      | 523 km    | sinistra                | 888 km              |
| Sjapjakine   | 301 km    | destra                  | 804 km              |
| Kamenka      | 80 km     | destra                  | 749 km              |
| Slëzovka     | 128 km    | destra                  | 715 km              |
| Sededema     | 567 km    | sinistra                | 709 km              |
| Berëzovka    | 517 km    | destra                  | 559 km              |
| Krestovka    | 136 km    | destra                  | 393 km              |
| Omolon       | 1 114 km  | destra                  | 282 km              |
| Anjuj        | 8 km      | destra                  | 153 km              |

## Caratteristiche del bacino
Il bacino del Kolyma ha un clima continentale estremo, dove si raggiungono temperature minime invernali fra le più basse dell'emisfero settentrionale del pianeta; a causa di ciò, il fiume è sigillato dal ghiaccio per la maggior parte dell'anno (mediamente, da ottobre a maggio-giugno). Gran parte del bacino del fiume è inoltre interessato da permafrost.
L'intero bacino è ricco di risorse minerarie (in particolare metallifere).

## Storia
Il fiume Kolyma attraversa una delle regioni più fredde ed inospitali della Siberia. Negli anni dello Stalinismo tale regione era sede di uno dei più importanti e conosciuti (almeno a partire dall'apertura degli archivi da parte di Nikita Chruščёv) campi di lavoro (Gulag), essenzialmente costruiti per lo sfruttamento delle abbondanti risorse minerarie (soprattutto l'oro). Tra gli internati, molti intellettuali e personaggi noti, come Aleksandra Sokolovskaja, prima moglie di Trotskij e lo scrittore Varlam Tichonovič Šalamov, che romanzò le drammatiche vicende dei campi di lavoro nel libro I racconti di Kolyma. Nella Kolyma, secondo le cifre riportate dallo Storico Robert Conquest, dagli anni trenta ai primi cinquanta morirono circa tre milioni di deportati..
Alle durissime condizioni di vita dei deportati si riferisce l'espressione entrata nel parlare corrente: "Nel Kolyma era peggio".